# Орлеан-Браганса, Антониу
Дон Антониу Орлеан-Браганса (порт. Dom Antônio João Maria José Jorge Miguel Gabriel Rafael Gonzaga de Orleáns e Bragança; 24 июня 1950, Рио-де-Жанейро, Бразилия — 8 ноября 2024, там же) — член Васорасской линии бразильской императорской семьи Орлеан-Браганса, инженер-строитель и художник.
Полное имя — Антониу Жуан Мария Жозе Жоржи Мигел Рафаэл Габриэл Гонзага де Орлеан и Браганса.

## Биография
Антониу родился в Рио-де-Жанейро 24 июня 1950 года. Шестой сын принца Дона Педру Энрике Орлеан-Браганса (1909—1981) и его жены, принцессы Марии Изабеллы Баварской (1914—2011).
В 1976 году Антониу получил степень бакалавра в области машиностроения (со специализацией в крупных структурных проектах) университета Барра-ду-Пираи.
Принц Луиш Орлеан-Браганса (1938—2022), старший брат Антониу, являлся главой Васорасской линии Бразильской императорской династии Орлеан-Браганса (1981—2022) и, согласно точке зрения монархистов, де-юре бразильским императором Луишем I. После его смерти принц Бертран Орлеан-Браганса (род. 1941), третий сын Педру Энрике и брат Антониу, стал нынешним претендентом на императорский престол, являясь императорским принцем Бразилии. После Бертрана в порядке наследование находился Антониу, потому что три его старших брата, Эудес, Педру и Фернанду, отказались от своих притязаний на престол, чтобы жениться на простых женщинах. Кроме того, принцы Луиш и Бертран никогда не были женаты и не имеют детей. Некоторые бразильские монархисты считают брак принца Антониу с принцессой Кристиной де Линь мезальянсом или морганатическим союзом.
Антониу Орлеан-Браганса занимался живописью акварельных пейзажей, изображающие здания, ранчо и фермы, характерные для колониальной Бразилии. В мае 1999 года он провёл выставку «A Herança Portuguesa no Brasil Colonial» (Португальское наследие в колониальной Бразилии) в парке Ипанема в Португалии. В 2001 году Антониу организовал свои выставки в городах Куритиба и Жоинвили. Его работы украшают Хрустальный дворец в Петрополисе, Национальный музей изящных искусства в Рио-де-Жанейро и Бразильский дом-музей в Сан-Паулу.

## Брак и семья
В сентябре 1981 года принц Антониу Орлеан-Браганса женился на принцессе Кристине де Линь (род. 11 августа 1955), второй дочери бельгийского аристократа Антуана, 13-го принца де Линь (1925—2005), и принцессы Аликс Люксембургской (1929—2019). Гражданская церемония состоялась 25 сентября, а церковная церемония 26 сентября в городе Белёй (Бельгия).
У супругов четверо детей:
- Принц Педру Луиш Орлеан-Браганса (12 января 1983, Рио-де-Жанейро — 1 июня 2009, катастрофа A330 в Атлантике)[12]
- Принцесса Амелия Мария де Фатима Орлеан-Браганса (род. 15 марта 1984, Брюссель), супруг с 2014 года шотландец Александр Джеймс Спирмен, старший из троих сыновей Александра Локейна Спирмана и доны Пилар Гарригес и Карникер. У них двое сыновей:
  - Александр Жоакин Педру Спирмен (род. 30 августа 2016, Мадрид)
  - Николас (родился 20 февраля 2018 года, в Мадриде, Испания).
- Принц Рафаэл Антониу Мария Орлеан-Браганса (род. 24 апреля 1986, Петрополис)
- Принцесса Мария Габриэла Фернанда Орлеан-Браганса (род. 8 июня 1989, Рио-де-Жанейро)

Антониу жил со своей семьей в Петрополисе. Умер 8 ноября 2024 года в Рио-де-Жанейро в возрасте 74 лет.

## Династические награды
- Большой крест Императорского Ордена Педру I[15]
- Большой крест Императорского Ордена Розы
- Большой крест Священного военного Константиновского ордена Святого Георгия.